# Jarosław Marcinkowski
Jarosław Marcinkowski (Śrem, 30 luglio 1963) è un ex cestista polacco.

## Carriera
Con la Polonia ha disputato i Campionati europei del 1991.

## Palmarès
- Campionato polacco: 3

Lech Poznań: 1982-83, 1988-89, 1989-90